# Zosma
Zosma eller Delta Leonis (δ Leonis , förkortat Delta Leo, δ Leo) som är stjärnans Bayerbeteckning, är en stjärna belägen i den nordöstra delen av stjärnbilden Lejonet. Den har en skenbar magnitud på 2,56 och är klart synlig för blotta ögat. Baserat på parallaxmätning inom Hipparcosuppdraget på ca 55,8 mas, beräknas den befinna sig på ett avstånd av ca 58 ljusår (18 parsek) från solen.

## Nomenklatur
Delta Leonis har de traditionella namnen Zosma eller Zozma och Duhr (mera sällsynta stavningar är Zozca, Zosca, Zubra och Dhur). Zosma betyder "bälte" i antikens grekiska, med hänvisning till stjärnans plats på lejonets höft i stjärnbilden.
År 2016 organiserade Internationella astronomiska unionen en arbetsgrupp för stjärnnamn (WGSN) med uppgift att katalogisera och standardisera riktiga namn för stjärnor. WGSN:s första bulletin från juli 2016 innehöll en tabell över de första två satserna av namn som fastställts av WGSN där namnet Zosma ingår för denna stjärna.

## Egenskaper
Delta Leonis är en relativt vanlig stjärna i huvudserien av spektralklass A4 V, vilket gör den något större och varmare än solen. Den har en massa som är 2,2 gånger solens massa en radie som är 2,14 gånger solens radie. Den utsänder från dess fotosfär 15 gånger mer energi än solen vid en effektiv temperatur på 8 296 K, vilket ger den vita färg som är karakteristisk för en stjärna av typ A.
Delta Leonis roterar snabbt med en projicerad rotationshastighet på 180 km/s. Lutningen av rotationsaxeln i förhållande till siktlinjen från jorden uppskattas till 38,1°, vilket skulle innebära att den azimutala hastigheten längs ekvatorn är ca 280 km/s. Denna rotation skapar en ekvatorial svällning, vilket ger stjärnan en något tillplattad sfärisk form. Polarradien är ca 84% av radie längs ekvatorn.
Med en större massa än solen kommer den att ha en kortare livslängd och efter ytterligare omkring 600 miljoner år kommer den att svälla till i en orange eller röd jättestjärna innan den förvandlas till en vit dvärg. Baserat på denna stjärnas plats och bana genom rymden kan den vara medlem i Ursa Major Moving Group, en typ av stjärnkinematisk grupp som delar ett gemensamt ursprung och en gemensam rörelse genom rymden. Åldern hos denna grupps är cirka 500 miljoner år.